# Lobsang Trinlej Czokji Gjalcen

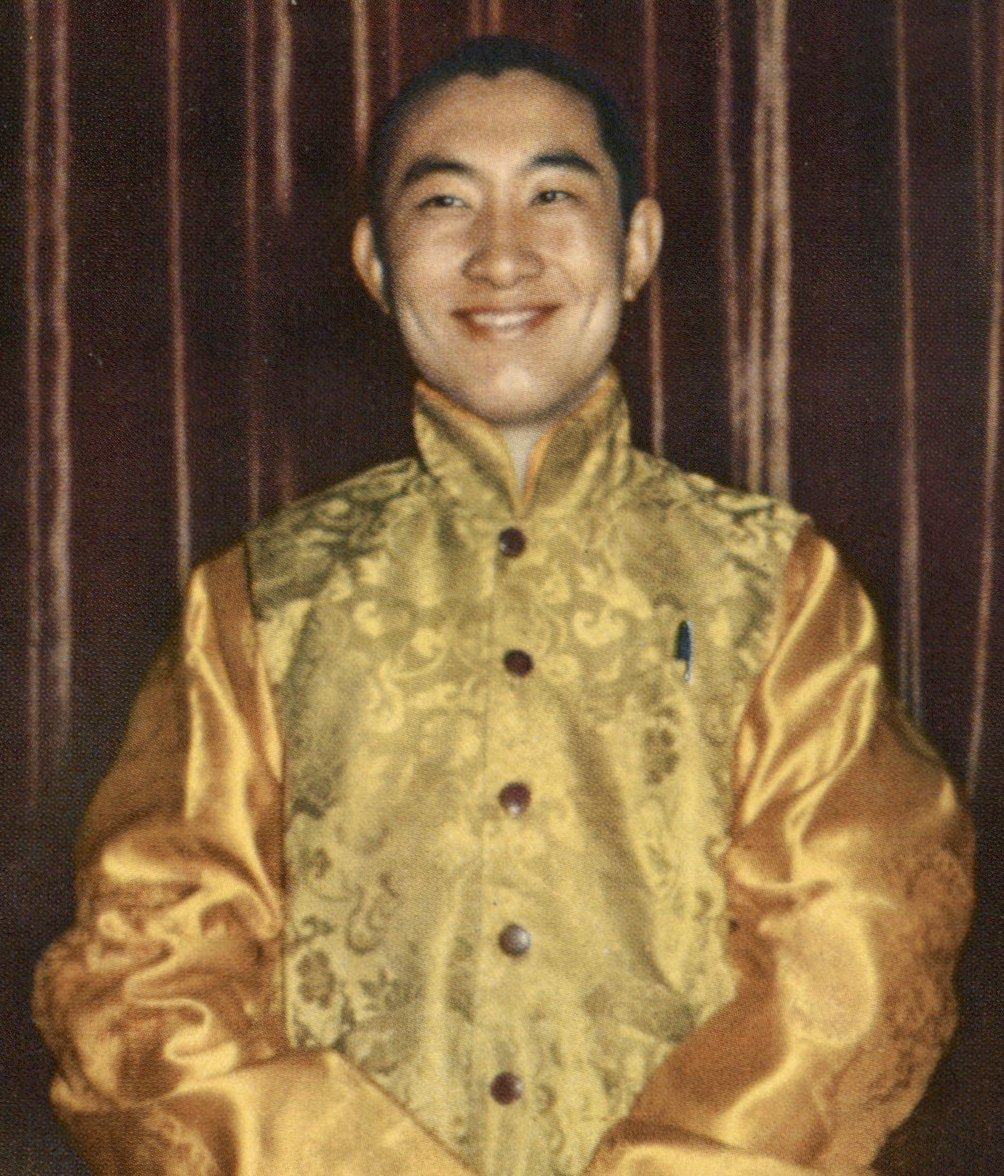
Panczenlama, połowa lat 50 XX wieku

X Panczenlama (tyb. བློ་བཟང་ཕྲིན་ལས་ལྷུན་ཆོས་ཀྱི་རྒྱལ་མཚན།, wylie: blo bzang phrin las lhun grub chos kyi rgyal mtshan; ur. 19 lutego 1938, zm. 28 stycznia 1989 w klasztorze Taszilhunpo)
Był synem Gonpo Cetena i Sonam Drolmy. Rozpoznany jako inkarnacja panczenlamy 3 czerwca 1949. Intronizowany 11 czerwca 1949, za zgodą kuomintangowskiego rządu Chin. Pozostał w kraju po upadku powstania tybetańskiego w 1959 roku.
W 1962 roku wystosował osobisty apel do Mao Zedonga (tzw. Petycja siedemdziesięciu tysięcy znaków), w którym zaprotestował przeciwko głodowi i gwałtom będących skutkiem wielkiego skoku. W 1963 aresztowany, był więziony do 1977 roku. W czasie rewolucji kulturalnej publicznie szykanowany przez czerwonogwardzistów.
W 1979 roku złamał celibat i poślubił Chinkę Li Jie. W czerwcu 1983 roku ze związku tego doczekał się córki, Renji.
W 1988 roku został oficjalnie zrehabilitowany.
Do końca życia pozostał lojalny wobec Dalajlamy. W ostatniej mowie w życiu stwierdził, że jest on odpowiedzialny za odnalezienie jego kolejnej inkarnacji.